# Luis Vívenes
Luis Felipe Vívenes Urbanesa (ur. 6 października 1980) – wenezuelski zapaśnik. Olimpijczyk z Pekinu 2008, gdzie zajął piętnaste miejsce w wadze 96 kg w stylu wolnym. Dziewiętnasty na mistrzostwach świata w 2006. Srebro na igrzyskach panamerykańskich w 2007 i 2011; brąz w 2019 i siódmy w 2015. Siedem medali w mistrzostwach panamerykańskich. Mistrz igrzysk Ameryki Południowej w 2002-2018. Zwycięzca igrzysk Ameryki Środkowej i Karaibów w 2006 i 2010, a także igrzysk boliwaryjskich w 2005, 2013 i 2017 roku.